# Elle King
Elle King, född Tanner Elle Schneider den 3 juli 1989 i Los Angeles, är en amerikansk sångerska och låtskrivare. Hennes debutalbum Love Stuff släpptes i februari 2015 och musiksingeln "Ex's & Oh's" blev en topp 10-singel. Hon vann även två Grammys för låten.

## Diskografi
Studioalbum
- 2015 – Love Stuff
- 2018 – Shake the Spirit

EP
- 2012 – The Elle King EP

Singlar
- 2012 – "Good To Be A Man"
- 2014 – "Ex's & Oh's" (#10 på Billboard Hot 100)[3]
- 2015 – "Under the Influence"
- 2015 – "Catch Us If You Can"
- 2015 – "American Girl"
- 2016 – "America's Sweetheart"
- 2016 – "Good Girls"
- 2017 – "Wild Love"
- 2018 – "Shame"